# VisionOS
visionOS là một hệ điều hành thực tế hỗn hợp có nguồn gốc chủ yếu từ bộ khung lõi của iOS (bao gồm UIKit, SwiftUI, ARKit và RealityKit) và các framework dành riêng cho MR để kết suất hiển thị hoàn chỉnh và tương tác theo thời gian thực. Hệ điều hành này được phát triển bởi Apple Inc. và dành riêng cho tai nghe thực tế hỗn hợp Apple Vision Pro của mình. Được ra mắt vào ngày 5 tháng 6 năm 2023, tại sự kiện WWDC23 của Apple cùng với sự ra mắt của Apple Vision Pro. Sau đó hệ điều hành này được phát hành chính thức vào ngày 2 tháng 2 năm 2024, đi kèm với Apple Vision Pro.

## Lịch sử
Apple được cho là đã nghiên cứu và lên ý tưởng về VisionOS trong suốt những năm 2010 và đầu những năm 2020. Tên mã nội bộ của dự án này Borealis và ý tưởng trên đã chính thức được ra mắt công chúng tại sự kiện WWDC23 của Apple cùng với Vision Pro. Apple tuyên bố VisionOS và Vision Pro sẽ được phát hành vào đầu năm 2024.
Trong sự kiện này, Công ty Walt Disney đã công bố kế hoạch phát triển ứng dụng điện toán không gian cho VisionOS; Disney+ sẽ cung cấp các tính năng như phát trực tuyến các tựa phim lập thể 3D được tuyển chọn, Rạp El Capitan dựa trên môi trường 3D và các địa điểm từ các thương hiệu nhượng quyền thương mại thuộc sở hữu của Disney.
Hệ điều hành này ban đầu được lên kế hoạch phát hành dưới tên gọi xrOS trước khi được đổi tên vài ngày trước thời điểm phát hành, sau bài phát biểu quan trọng tại WWDC23 và các phiên họp dành cho nhà phát triển thì tên gọi mới đã được xác nhận. Vào ngày 8 tháng 1 năm 2024, Apple thông báo rằng Vision Pro với VisionOS sẽ có sẵn tại Hoa Kỳ vào ngày 2 tháng 2 năm 2024, với các đơn đặt hàng trước bắt đầu vào ngày 19 tháng 1.

### Công cụ dành cho nhà phát triển
Từ ngày 5 đến ngày 12 tháng 6 năm 2023, Apple đã phát hành 35 phiên ảo miễn phí bao gồm việc phát triển VisionOS như một phần của WWDC23. Vào ngày 21 tháng 6 năm 2023, Apple phát hành bộ công cụ Xcode 15 Beta 2, đây là phiên bản Xcode beta đầu tiên bao gồm bộ công cụ phát triển phần mềm cho VisionOS và Reality Composer Pro, một công cụ tạo nội dung 3D cho VisionOS. Xcode 15 được ra mắt mà không có các tính năng này, nhưng cuối cùng chúng đã được thêm vào Xcode 15.2 vào ngày 8 tháng 1 năm 2024, cùng ngày Apple bắt đầu chấp nhận các ứng dụng được đăng lên App Store dành cho VisionOS.
Trong bài phát biểu quan trọng của WWDC23, Apple tiết lộ họ đang hợp tác với Unity Technologies để hỗ trợ công cụ Unity trên VisionOS và Unity sẽ phát hành các công cụ phát triển cho trò chơi 3D trên Vision Pro, phiên bản beta ra mắt vào ngày 19 tháng 7 năm 2023.

## Tính năng
VisionOS sử dụng giao diện người dùng 3D được điều hướng thông qua theo dõi cử chỉ ngón tay, theo dõi cử chỉ mắt và nhận dạng giọng nói. Ví dụ: người dùng có thể nhấp vào một mục bằng cách nhìn vào mục đó và chụm hai ngón tay lại với nhau, di chuyển mục đó bằng cách di chuyển các ngón tay đã  chụm và cuộn bằng cách búng nhẹ cổ tay. Ứng dụng được hiển thị trong các cửa sổ nổi có thể được sắp xếp trong không gian 3D. VisionOS hỗ trợ bàn phím ảo để nhập văn bản, trợ lý ảo Siri và các thiết bị ngoại vi Bluetooth bên ngoài bao gồm Magic Keyboard, Magic Trackpad và gamepad.
Trong quá trình thiết lập VisionOS, người dùng có thể tạo cho mình một hình đại diện kỹ thuật số bằng cách tháo tai nghe ra và dùng nó để quét khuôn mặt của họ. Người dùng có thể sử dụng hình ảnh đại điện này trong các cuộc gọi FaceTime và xem hình đại diện của những người tham gia khác nếu họ đang sử dụng VisionOS. Từ phiên bản VisionOS 1.1, khả năng xem các hình đại diện trong mô hình 3D khi di chuyển xung quanh và tương tác với các ứng dụng đã được thêm vào, được gọi là "Spatial Personas".
Khi ra mắt, VisionOS đã cung cấp 13 môi trường ba chiều 360° được cài đặt sẵn cùng với âm thanh xung quanh, bao gồm tùy chọn các cảnh ngày và đêm của Công viên Quốc gia Yosemite, Công viên Quốc gia Haleakalā, Công viên Quốc gia Joshua Tree, Rừng Quốc gia Mount Hood, Hồ Vrangla gần Drammen, Na Uy và Mặt trăng.
Ứng dụng Apple TV cung cấp phim 3D; công ty đã thông báo rằng hơn 150 phim sẽ có sẵn ở dạng 3D khi ra mắt mà không tính thêm phí đối với người dùng thuê hoặc mua phim trên iTunes Store.
WebXR, một API dành cho trải nghiệm thực tế kết hợp thông qua trình duyệt web, được hỗ trợ trong Safari.
Người dùng VisionOS cũng có thể truy cập Mac của họ bằng màn hình ảo 4K có thể thay đổi kích thước hiển thị sau khi nhìn vào máy tính.

## Lịch sử phát hành
| Phiên bản  | Ngày phát hành lần đầu |
| ---------- | ---------------------- |
| visionOS 1 | 2 tháng 2 năm 2024     |
| visionOS 2 | Q3-Q4 2024             |

|  | Bản phát hành trước đó |  | Bản phát hành hiện tại |  | Phiên bản beta hiện tại |

### visionOS 1
visionOS 1 là bản phát hành chính đầu tiên của visionOS và được công bố tại WWDC 2023 vào ngày 5 tháng 6 năm 2023. Phiên bản đầu tiên này được phát hành vào ngày 2 tháng 2 năm 2024, được giới thiệu cùng với Apple Vision Pro.
| Bảng danh sách các phiên bản: visionOS 1.x | Bảng danh sách các phiên bản: visionOS 1.x | Bảng danh sách các phiên bản: visionOS 1.x | Bảng danh sách các phiên bản: visionOS 1.x | Bảng danh sách các phiên bản: visionOS 1.x |
| Phiên bản                                  | Bản dựng                                   | Ngày phát hành                             | Tính năng |                                            |
| ------------------------------------------ | ------------------------------------------ | ------------------------------------------ | --- | ------------------------------------------ |
| 1.0                                        | 21N307                                     | Phát hành lần đầu                          | Bản phát hành đầu tiên trên Apple Vision Pro . - Giao diện người dùng 3D - Tương tác các tính năng bằng cách theo dõi bằng mắt và cử chỉ tay |                                            |
| 1.0.1                                      | 21N311                                     | 23 tháng 1 năm 2024                        | Sửa lỗi nhỏ |                                            |
| 1.0.2                                      | 21N323                                     | 31 tháng 1 năm 2024                        | Vá lỗ hổng WebKit có thể bị khai thác, dẫn đến thực thi mã tùy ý |                                            |
| 1.0.3                                      | 21N333                                     | 12 tháng 2 năm 2024                        | Sửa lỗi và thêm tùy chọn đặt lại thiết bị nếu quên mật mã |                                            |
| 1.1                                        | 21O211                                     | 7 tháng 3 năm 2024                         | - Cho phép người dùng đến gần các vật thể trong không gian 3D trước khi nó mờ dần - Hỗ trợ quản lý thiết bị doanh nghiệp - Giao diện cập nhật cho Personas, nhắc người dùng làm lại Persona (nhân vật ảo được cá nhân hoá) của họ sau khi cài đặt bản cập nhật - Spacial Persona support in FaceTime added |                                            |
| 1.1.1                                      | 21O224                                     | 21 tháng 3 năm 2024                        | Sửa lỗi và cập nhật bảo mật |                                            |
| 1.1.2                                      | 21O231                                     | 9 tháng 4 năm 2024                         | Sửa lỗi |                                            |
| 1.2                                        | 21O589                                     | 10 tháng 6 năm 2024                        | Sửa lỗi |                                            |
| 1.3 beta 3                                 | 21O5761a                                   | 9 tháng 7 năm 2024                         | Không tiết lộ |                                            |

### visionOS 2
visionOS 2 là bản phát hành chính đầu tiên của visionOS và được công bố tại WWDC 2024 vào ngày 10 tháng 6 năm 2024.
| Bảng danh sách các phiên bản: visionOS 2.x | Bảng danh sách các phiên bản: visionOS 2.x | Bảng danh sách các phiên bản: visionOS 2.x | Bảng danh sách các phiên bản: visionOS 2.x | Bảng danh sách các phiên bản: visionOS 2.x |
| Phiên bản                                  | Bản dựng                                   | Ngày phát hành                             | Tính năng                                  |                                            |
| ------------------------------------------ | ------------------------------------------ | ------------------------------------------ | ------------------------------------------ | ------------------------------------------ |
| 2.0 beta 3                                 | 22N5277g                                   | 8 tháng 7 năm 2024                         | [ 50 ]                                     |                                            |